# Anelosimus nelsoni
Anelosimus nelsoni är en spindelart som beskrevs av Ingi Agnarsson 2006. Anelosimus nelsoni ingår i släktet Anelosimus och familjen klotspindlar. Inga underarter finns listade i Catalogue of Life.